# 高橋信美
高橋 信美（たかはし のぶよし、1884年1月5日 - 1958年2月24日）は、日本の医師・医学者。妻・ふく子は大沢岳太郎の次女。

## 経歴
長野県小県郡武石村（現上田市）生まれ。旧制上田中学（長野県上田高等学校）、第四高等学校を経て、1910年東京帝国大学医学部卒業。同大助手を経て、1917年千葉医学専門学校（現千葉大学医学部）の第一外科主任教授となる。1919年から2年間欧米諸国に留学、1923年、千葉医科大学（同）教授となり、1929年には学長に就任した。1938年勲二等瑞宝章、1940年従三位に叙された。
その後、千葉県医師会会長、千葉県済生会長、日本外科学会会長、国際外科学会名誉会員などを歴任した。

## 栄典
- 1903年（明治36年）12月19日 - 正六位[3]